# Všeč mi je itd.
»Všeč mi je itd.« je skladba in single Janeza Bončine Benča, Bora Gostiše in Tadeja Hrušovarja iz leta 1971, v sodelovanju z Mladimi levi. Glasbo je napisal Jure Robežnik, besedilo pa Dušan Velkaverh.

## Zasedba

### Produkcija
- Jure Robežnik – glasba
- Dušan Velkaverh – besedilo

### Studijska izvedba
- Janez Bončina-Benč – vokal, kitara
- Bor Gostiša – vokal, ritem kitara
- Tadej Hrušovar – vokal

### Mladi levi
- Petar Ugrin – trobenta
- Stanko Arnold – trobenta
- Jernej Podboj – tenor saksofon, sopran saksofon
- Boris Šinigoj – pozavna
- Dušan Kajzer – kitara
- Vasko Repinc – klaviature
- Peter Hudobivnik – bas kitara
- Matjaž Deu – bobni

## Mala plošča
7" vinilka
- »Všeč mi je itd.« (A-stran) – 3:30
- »Vse zgodbe se tako začnejo« (B-stran) – 2:09